# Estación de Deva
Deva (Deba, en vasco) es una estación de ferrocarril en superficie ubicada en el municipio guipuzcoano homónimo, frente a la plaza Arakistain. Pertenece a la línea 1 de Euskotren Trena, que comunica la estación de Matiko en Bilbao con la de Amara en San Sebastián, y su tarifa corresponde a la zona EIB de Euskotren.
La estación cuenta con un único acceso, con escaleras y rampas. Para cambiar de andén hay que cruzar un paso a nivel.
En el exterior hay un baño público, y a 100 metros un aparcamiento de pago.

## Accesos
- C/ Hondartza

## Conexiones
En el exterior de la estación hay una parada de Lurraldebus por la que pasan las siguientes líneas:
- DB05 MOTRICO - Deva - Icíar (Polígono industrial) - ZUMAIA
- DB04 MALLAVIA - Ermua - Éibar - Elgóibar - Mendaro - Deva - Motrico - ONDÁRROA
- DB06 SORALUZE (Placencia de las Armas) - Elgoibar - Mendaro - Deva - Motrico - ONDÁRROA

## Galería de imágenes

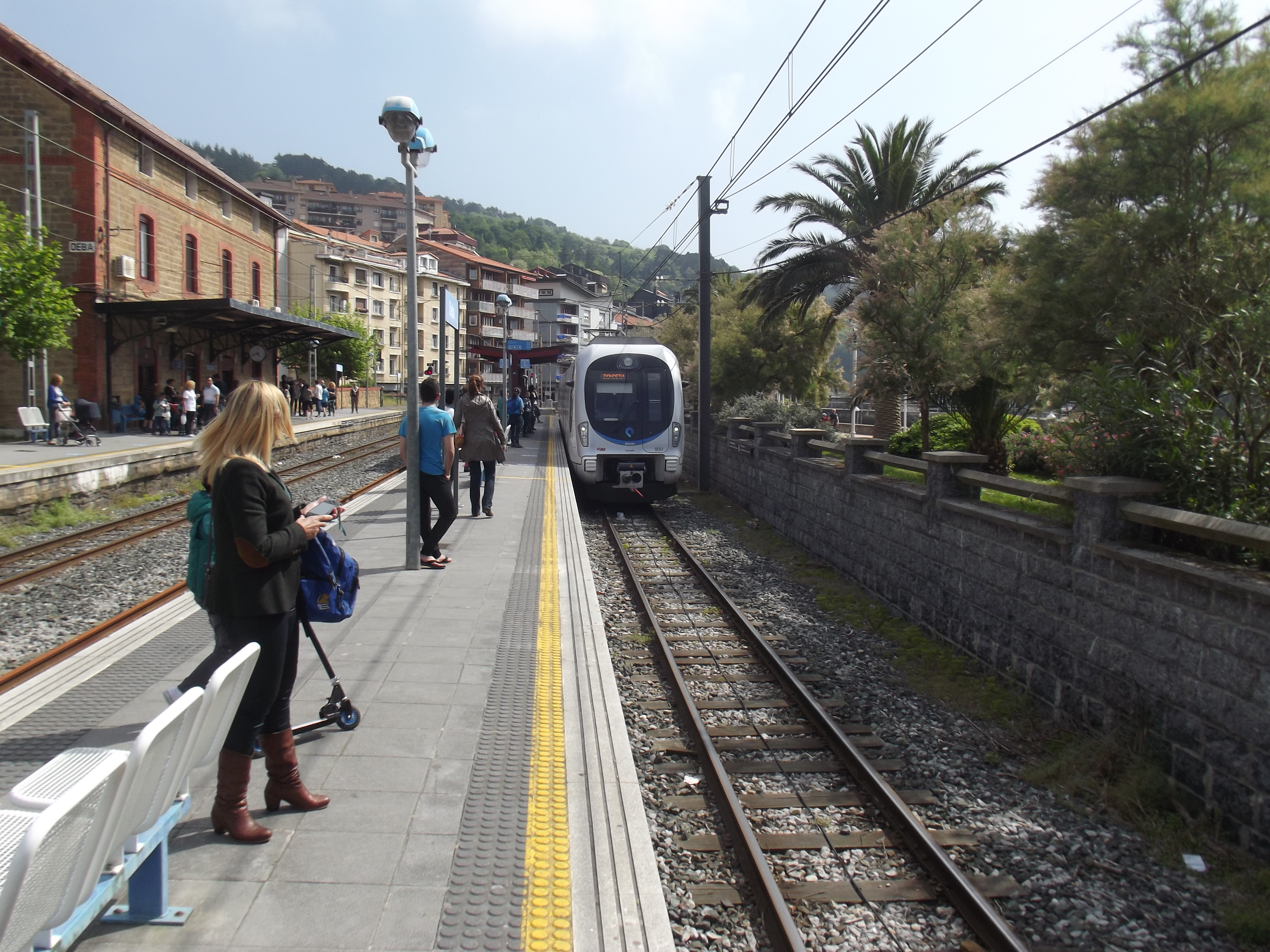
Llegada de un tren destino San Sebastián
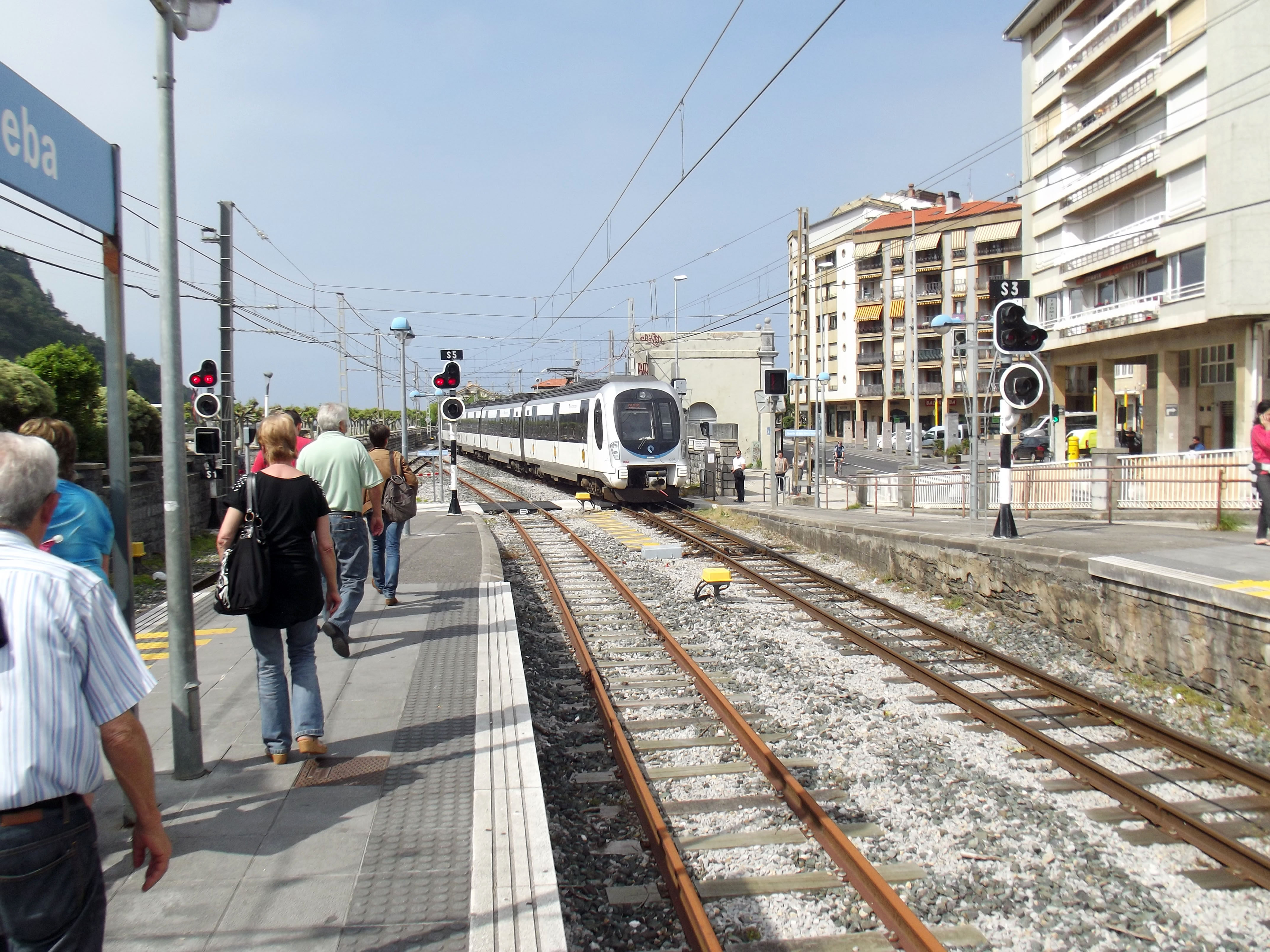
Llegada de un tren destino Bilbao
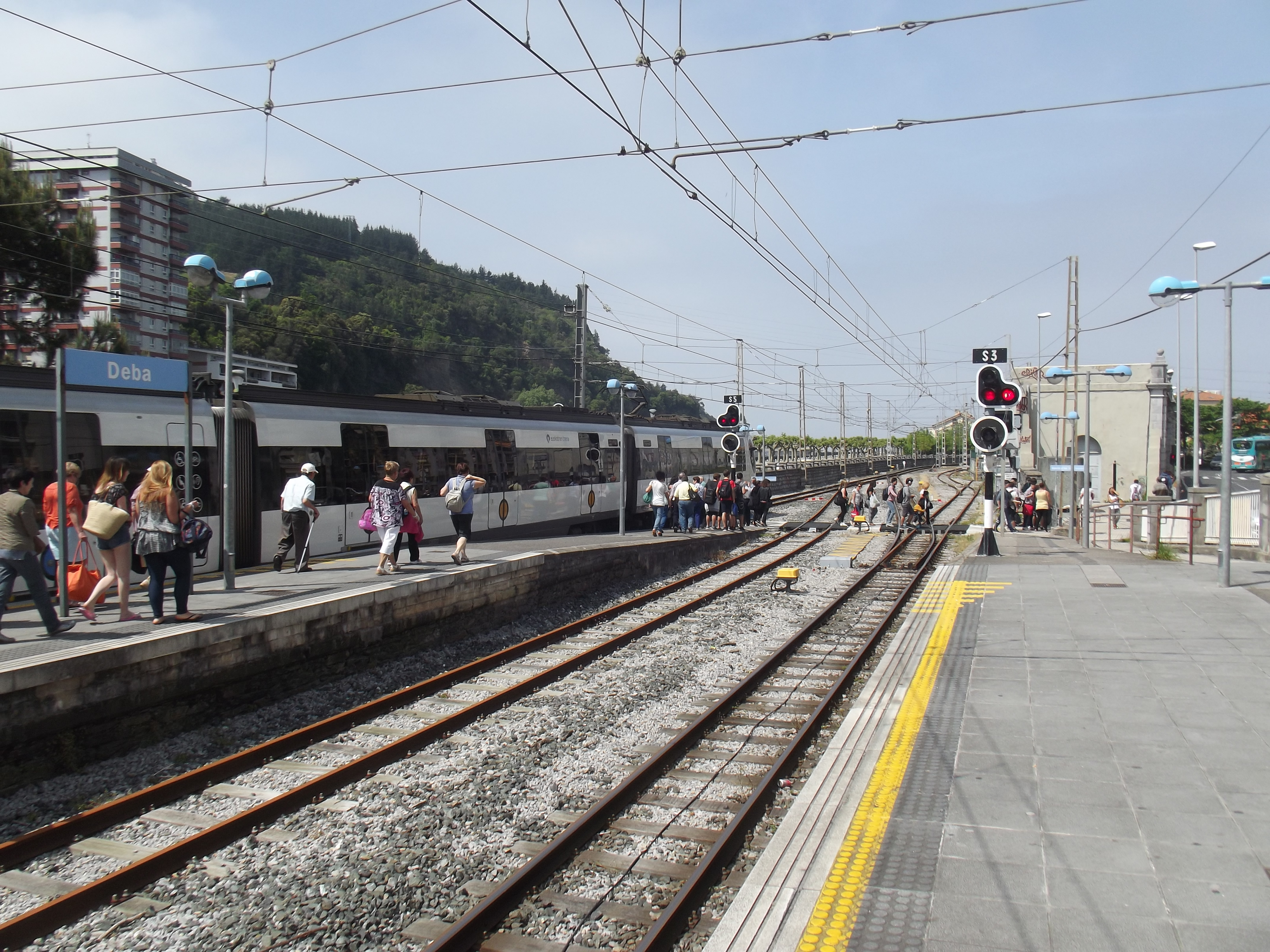
Paso a nivel
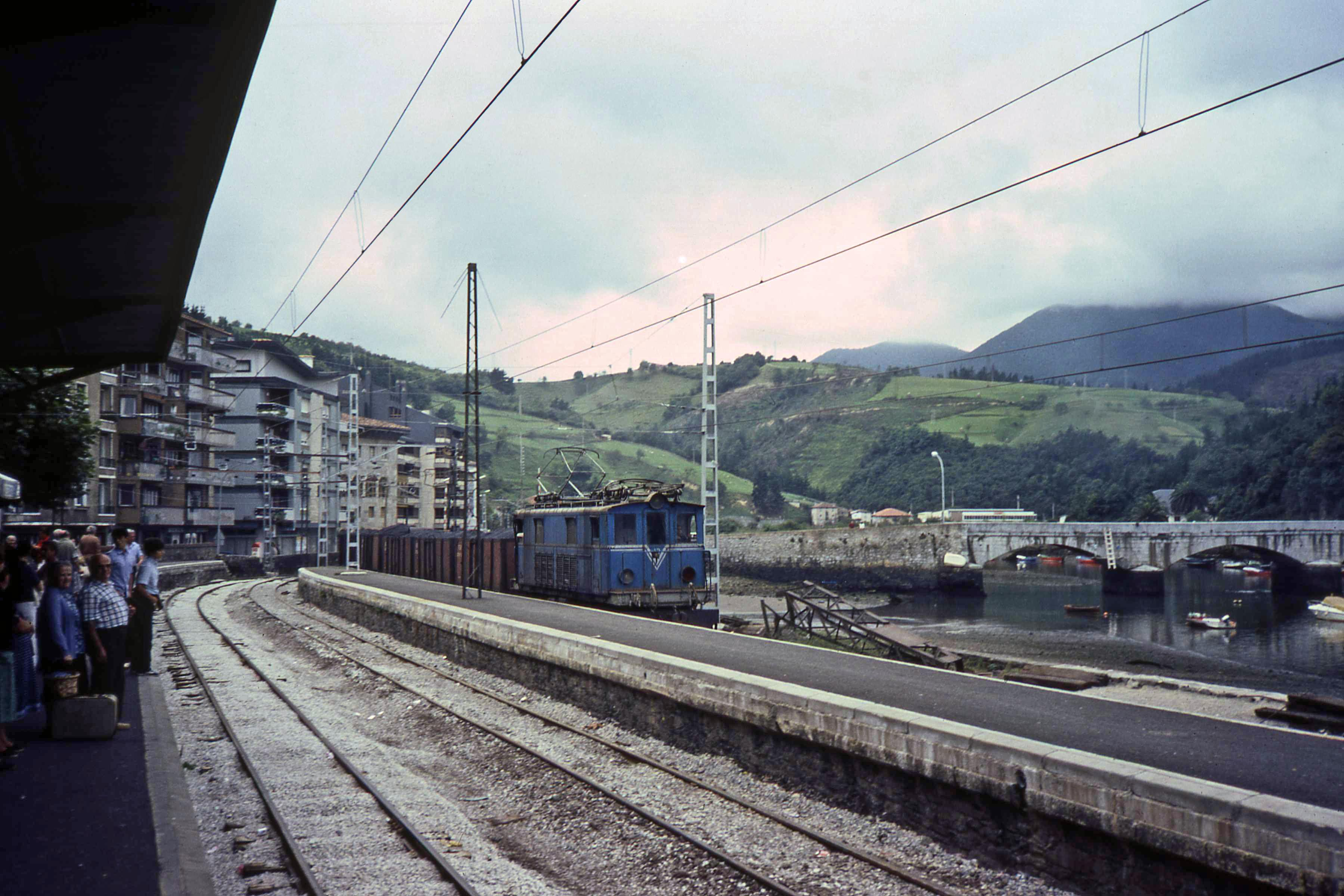
Un tren de mercancías de FEVE pasando por Deva (1981)